# Semiothisa notia
Semiothisa notia är en fjärilsart som beskrevs av Eugen Wehrli 1940. Semiothisa notia ingår i släktet Semiothisa och familjen mätare. Inga underarter finns listade i Catalogue of Life.